# 青田売り
青田売り（あおたうり）とは、稲がまだ青い段階から成熟を待たずにその収穫を見越して売買して、その代金の一部または全部を受け取る方法。
昭和初期の農業不振時に生産費や生活費に事欠いた零細農家が地主や米穀商、金融資本を相手に盛んに行われたが、農家側の弱みに付け込んで安く買い叩いたために却って困窮するという悪循環が発生し、農村部での欠食児童や人身売買の発生や社会不安の増大などの問題を引き起こした。